# Drama (Franse band)
Drama was een Franse rockband op het gebied van progressieve rock.

## Band
Drama dateert uit het midden van de jaren negentig waarin de progressieve rock en variant neoprog het moeilijk hadden. De “grote bands” als Genesis en Yes lieten het genre deels los terwijl er van een echte opvolging geen sprake was. Binnen Frankrijk was de situatie nog penibeler, de aanvoerder Ange dreigde aan personeelswisselingen ten onder te gaan; de andere twee bands Atoll en Pulsar hadden het al opgegeven.
In die jaren negentig kwam een hele lichting Franse rockbands bovendrijven aangespoord door het platenlabel Musea Records. Bands en label probeerden de leemten op te vullen. Drama kwam uit Rouen en omgeving (Villequier) en stond onder aanvoering van Eric Azhar en Jean-François Duboc.
De band kwam tot drie studioalbums, waarin enige progressie werd vastgesteld, maar na hun beste album (aldus progarchives) werd het stil; de band was opgeheven. De albums zijn in 2023 alleen nog tweedehands te koop; de eerste twee ook nog als download. 

## Discografie

### Drama
Hun debuutalbum Drama (1996) is volledig instrumentaal, in de ogen van de één goed, volgens de ander miste het inspiratie en zang en leed onder een matige productie
- Musici: Eric Azhar (gitaren), Jean-François Duboc (basgitaar en fretloze vesie daarvan)), Richard Langlois (toetsinstrumenten), Laurent Guillot (drumstel, percussie op Jacaranda), Jean-Marc Lecrerc (percussie en vibrafoon op Mascarade)
- Nummers: 1: Renaissance (6:23), 2: Jettatura (6:43), 3: Vertigo (7:27), 4: Mascarade (7:00), 5: Africa (part 1, 6:35), 6: Africa (part 2, 7:21), 7; Jacaranda (2:48) en 8: Excalibur (10:01)
- alles geschreven door Azhar, behalve Excalibur door Duboc
- opnamen lente en zomer 1995 in Acces Digital Studio[2][3]

### Flying over the 21st century
Voor hun tweede album Flying over the 21st century uit 1998 werd een zanger aangetrokken. Voor het geheel werd het als vooruitgang gezien, maar de zanger op zich kreeg harde kritiek en was bij album nummer 3 weer vertrokken.
- Musici: Eric Azhar (gitaren, toetsen, programeerwerk, achtergrondzang); Jean-François Duboc (basgitaar, achtergrondzang), Louis di Fusco (zang), Laurent Guillot (drummachine, achtergrondzang), Ralph Adam (achtergrondzang)
- Nummers: 1: La magna carta (9:44), 2: Rooftop sauce (6:43), 3: Punchillo dying (8:53), 4: Big bang (9:36), 5: Forbidden roots (4:47), 6: Taj Mahal (7:09), 7: Proxima Centauri (6:48)
- Alle teksten en muziek van Azhar, muziek bij Rooftop sauce en Proxima Centauri deels ook van Duboc La Magna carta is  geïnspireerd op de film Braveheart
- opgenomen in lente en zomer 1998 in hun eigen geluidsstudio Drama in Mont-Cauvaire. [4][5]

### Stigmata of change
Het derde album Stigmata of change, een conceptalbum, werd in 2005 uitgebracht door Cyclops Records, ook gespecialiseerd in progressieve rock. De band heeft een andere zanger en is qua bezetting gekrompen. Het album bevat melodieuze muziek met hier en daar ambienttrekjes, maar wordt eigenlijk niet volwaardig gezien vanwege de toepassing van een duidelijk herkenbare drummachine.
- Musici: Eric Azhar (gitaar, toetsen, drummachine, achtergrondzang), Yvon Lucas (zang), Ralph Adam (toetsen, achtergrondzang), Jean-François Duboc (basgitaar)
- Nummers: 1: A lust (8:58), 2: An errand (6:02), 3: Stigmata of change part 1 (1:49), 4: A start (6:52), 5: Alice (2:56), 6. A misstep (7:00), 7: A shrine (6:22), 8. A revelation (9:56), 9. An end (5:08), 10. A doubt (0:58), 11. Stigmata of change part 2 (1:17), 12: Smoke (6:47)
- muziek van Azhar behalve A start van Azah en Lucas; alle teksten door Jean-François Petit.[6][7]